# جون إل. هورن
جون إل. هورن (بالإنجليزية: John L. Horn)‏ هو عالم نفس أمريكي، ولد في 7 سبتمبر 1928 في سانت جوزيف في الولايات المتحدة، وتوفي في 18 أغسطس 2006 في لوس أنجلوس في الولايات المتحدة.

## أعمال البحث
نموذج كاتيل-هورن-كارول هو نظرية تصف الذكاء البشري والقدرات المعرفية على شكل بنية هرمية تتنبأ فيها العوامل الضيقة بالعوامل المعرفية الأوسع، والتي بدورها تتنبأ بالعامل العام للذكاء.

## وصلات خارجية
- جون إل. هورن على موقع الموسوعة البريطانية (الإنجليزية)

1. ↑  W. J. Schneider & K. S. McGrew, Schneider (2012). « The Cattell-Horn-Carroll model of intelligence » (بالإنجليزية). New York. pp. 99–144.{{استشهاد بكتاب}}:  صيانة الاستشهاد: مكان بدون ناشر (link)